# Jade McGlynn
Jade Selena McGlynn é uma pesquisadora, palestrante, linguista, historiadora e autora britânica especializada na Europa Oriental moderna, particularmente na Rússia de Vladimir Putin. Como pesquisadora no Departamento de Estudos de Guerra do King's College London, seu trabalho se concentrou na Guerra Russo-Ucraniana desde 2014, bem como na construção de identidade, política de memória, propaganda e relações Estado-sociedade na Federação Russa. McGlynn também é filiado à Faculdade de Línguas Medievais e Modernas da Universidade de Oxford.

## Vida pregressa e educação
McGlynn estudou russo e espanhol na Universidade de Oxford, onde obteve seu bacharelado em artes, antes de concluir seu mestrado em pesquisa em estudos russos na Universidade de Birmingham em 2017. Na década de 2010, McGlynn viveu e trabalhou nas cidades russas de Moscou, São Petersburgo, Voronezh, Pskov e Sochi por quatro anos, além de viajar extensivamente pela Rússia e outros Estados pós-soviéticos. De 2018 a 2020, Jade conduziu seus estudos de doutorado em russo na Universidade de Oxford sobre a politização e securitização da história pelo governo russo e pela mídia durante o terceiro mandato presidencial de Vladimir Putin (2012–2018).

## Carreira
McGlynn obteve seu DPhil em Oxford com sua dissertação Reliving the Past. How the Russian Government and Media Use History to Frame the Present (2020). Ela analisou que, desde o retorno de Putin à presidência em 2012, o Kremlin colocou a "Grande Guerra Patriótica", um termo usado em referência à luta de 1941-1945 da União Soviética (reduzida à Rússia nesta narrativa) contra o nazismo (convenientemente deixando de fora o Pacto Molotov-Ribbentrop de 1939 com a Alemanha Nazista), no centro da identidade e da política russas, argumentando assim que a Federação Russa tinha o direito de dominar todas as terras ocupadas ou essencialmente controladas pelo Exército Vermelho no final da Segunda Guerra Mundial. (2:12–3:44) Enquanto Putin, em janeiro de 2018, comparou a russofobia ao antissemitismo, McGlynn considerou que a confusão entre a russofobia moderna e o antissemitismo nazista era parte de uma estratégia de propaganda que utiliza enquadramento histórico para criar uma narrativa lisonjeira de que a Guerra Russo-Ucraniana é uma reencenação da Grande Guerra Patriótica.
Desde que a invasão russa em grande escala da Ucrânia começou em fevereiro de 2022, McGlynn fez contribuições frequentes na mídia internacional de língua inglesa, incluindo a BBC, CNN, Deutsche Welle, Foreign Policy, The Times, The Telegraph e The Spectator. Escrevendo para o Washington Post, Michael S. Neiberg elogiou as monografias de Jade, Russia's War (2023) e Memory Makers: The Politics of the Past in Putin's Russia (2023), por serem capazes de explicar as razões pelas quais a invasão russa da Ucrânia em 2022 aconteceu, o que para muitos "olhos ocidentais ... parecia não fazer sentido". Em vez disso, ela defendeu que a guerra se tornando uma catástrofe para a sociedade russa no presente só poderia ser entendida a partir de como o governo russo e a mídia controlada pelo Estado distorciam as visões do passado; isso incluía noções errôneas como a de que a Ucrânia sempre foi uma parte natural da Rússia, que estava destinada a ser restaurada como uma grande potência que já foi, e que os soldados russos estavam envolvidos em uma luta heróica contra um Ocidente decadente, em vez de crimes de guerra contra os mesmos ucranianos que eles consideravam seus "irmãos russos".
No The Times, Marc Bennetts escreveu que a Russia's War demonstrou que a maioria dos russos comuns não estava entusiasmada com a guerra, mas sentia que não havia nada que pudessem fazer a respeito e, portanto, tendiam a concordar com a propaganda do Kremlin, pois fornecia às pessoas comuns mentiras confortáveis em circunstâncias desafiadoras. O cientista político Leo Goretti acrescentou que Memory Makers argumentou que a própria liderança russa foi vítima. Com o tempo, a verdade histórica do Kremlin adquiriu tal poder emocional e de enquadramento que, no final, nas palavras do autor, "Putin e aqueles ao seu redor começaram a acreditar em suas próprias mentiras". De acordo com Goretti, o livro Memory Makers de McGlynn foi "uma leitura muito necessária para acadêmicos que querem se aprofundar no discurso que sustenta a guerra de agressão da Rússia contra a Ucrânia e o uso político da história no mundo de hoje de forma mais geral". Embora tenha faltado um pouco no exame cruzado de "como historiadores profissionais e acadêmicos reagiram à militarização da história pelo Kremlin", Goretti chamou seu trabalho de uma "análise completa e meticulosa", incluindo "milhares de artigos de jornais sobre o conflito Rússia-Ucrânia na primavera de 2014" sozinho.

## Trabalhos selecionados

### Monografias
- McGlynn, Jade Selena. Rewriting the past: how the Russian government and media framed the Ukraine crisis through the great patriotic war (Research Master of Arts thesis)
- McGlynn, Jade. Reliving the Past. How the Russian Government and Media Use History to Frame the Present (PhD thesis) pp. 360. (dissertation).
- Jade McGlynn, Memory Makers: The Politics of the Past in Putin's Russia (2023). xii, 234 p. London, New York, Oxford: Bloomsbury Academic. ISBN 978-1-350-28076-2.
- Jade McGlynn, Russia's War (2023). 264 p. Cambridge, Hoboken: Polity Press. ISBN 9781509556779.

### Artigos de periódicos
- McGlynn, Jade (27 de setembro de 2018). «Historical framing of the Ukraine Crisis through the Great Patriotic War: Performativity, cultural consciousness and shared remembering». Sage Publishing. Memory Studies. 13 (6): 1058–1080. doi:10.1177/1750698018800740
- McGlynn, Jade (29 de outubro de 2020). «United by History: Government Appropriation of Everyday Nationalism During Vladimir Putin's Third Term». Cambridge University Press. Nationalities Papers. 48 (6): 1069–1085. doi:10.1017/nps.2020.20
- McGlynn, Jade; Đureinović, Jelena (5 de março de 2022). «The alliance of victory: Russo-Serbian memory diplomacy». Sage Publishing. Memory Studies. 16 (2): 227–242. doi:10.1177/17506980211073108

### Trabalhos em coautoria ou coeditados
- (co-edited) Conley, Heather A. (1 de setembro de 2020). The Diversity of Russia's Military Power: Five Perspectives. Washington, D.C.: Center for Strategic and International Studies. 43 páginasThe Diversity of Russia's Military Power: Five Perspectives. Washington, D.C.: Center for Strategic and International Studies. p. 43.
- (co-edited by Jade McGlynn and Lucian George), Rethinking Period Boundaries: New Approaches to Continuity and Discontinuity in Modern European History and Culture (2022), pp. 267. De Gruyter Oldenbourg. ISBN 9783110632064ISBN 9783110632064.
- Co-author of the chapters "Promoting Patriotism" and "Living Forms of Patriotism" in: Félix Krawatzek, Nina Friess, Youth and Memory in Europe: Defining the Past, Shaping the Future (2022), p. 221–246. Walter de Gruyter. ISBN 9783110733501.
- (co-authored by Jade McGlynn and Oliver T. Jones), Researching Memory and Identity in Russia and Eastern Europe: Interdisciplinary Methodologies (2023), pp. 218. London: Palgrave Macmillan. ISBN 9783030999148.